# Analiza impedanței bioeletrice
Analiza impedanței bioelectrice (engleză: Bioelectrical impedance analysis, BIA) este o metodă de estimare a compoziției corporale, în special a grăsimii corporale și a masei musculare, unde un curent electric slab trece prin corp și tensiunea este măsurată pentru a calcula impedanța electrică (rezistență și reactanță) a corpului. Majoritatea apei din corp este stocată în mușchi. Prin urmare, dacă o persoană este mai musculară, există șanse mari ca persoana să aibă mai multă apă corporală, ceea ce duce la o impedanță mai mică. De la apariția primelor dispozitive disponibile comercial, la mijlocul anilor 1980, metoda a devenit populară datorită ușurinței de utilizare și a portabilității echipamentului. Ea este cunoscută pe piața de consum ca un instrument simplu pentru estimarea grăsimii corporale.

## Precizie
Multe dintre studiile de cercetare mai vechi au arătat că BIA a fost destul de variabilă și nu a fost considerată de mulți ca oferind măsurători exacte ale compoziției corporale. În ultimii ani, îmbunătățirile tehnologice au făcut BIA mult mai fiabilă, și, prin urmare, o modalitate mai acceptabilă de măsurare a compoziției corporale. Cu toate acestea, modelul cu 4 compartimente (4C) (DXA și RMN sunt alternative acceptabile) – și nu BIA – este considerată metoda de referință în analiza compoziției corporale.
Deși instrumentele sunt ușor de utilizat, trebuie acordată o atenție deosebită metodei de utilizare (așa cum este descrisă de producător).
Dispozitivele simple pentru estimarea grăsimii corporale, adesea folosind BIA, sunt disponibile consumatorilor ca dispozitive de măsurare a grăsimii corporale. Aceste instrumente sunt în general considerate ca fiind mai puțin precise decât cele utilizate clinic sau în practica nutrițională și medicală. Ele tind să subaprecieze procentul de grăsime corporală cu aproximativ 5 kg (±7 kg LoA) în medie, în ciuda faptului că arată o corelare liniară cu măsurătorile bazate pe RMN de 0,75 și 0,81 pentru femei și, respectiv, bărbați.
Deshidratarea este un factor recunoscut care afectează măsurătorile BIA, deoarece determină o creștere a rezistenței electrice a organismului, deci s-a măsurat că provoacă o subestimare de 5 kg a masei fără grăsimi, adică o supraestimare a grăsimii corporale.